# Терлецький Остап Степанович

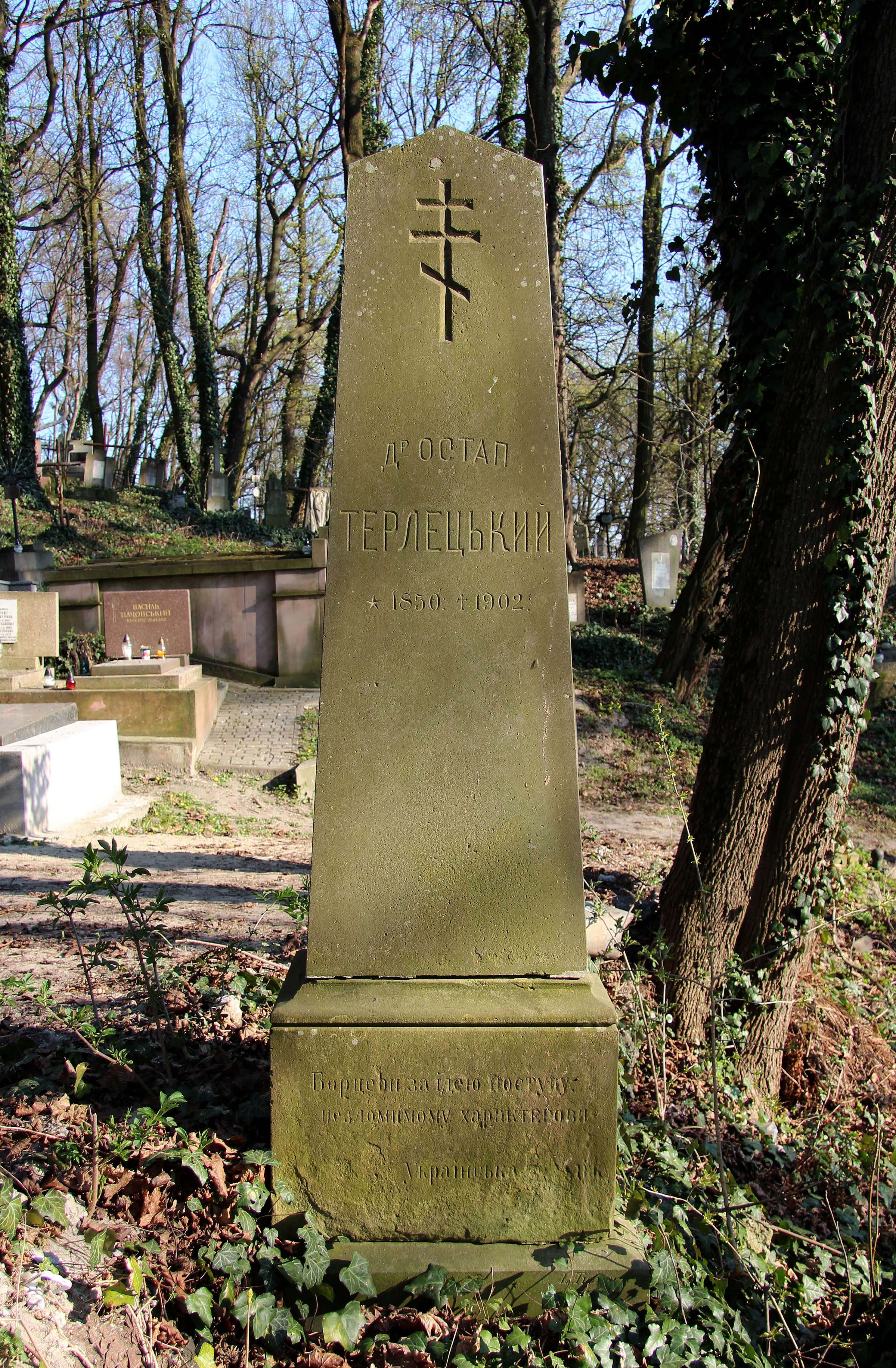

Остап Степанович Терлецький (псевдоніми — В. Кістка, Ів. Заневич, В. Мак; криптоніми О. Т., О. Т-кий; 5 лютого 1850, Назірна — 22 липня 1902, Львів) — український громадсько-політичний діяч, публіцист та літературознавець.

## Біографія
Народився в с. Назірній (пізніше — Коломийського повіту) у священичій родині о. Стефана і його дружини Елеонори з роду Цурковська. Навчаючись у Станіславській гімназії започаткував рукописну учнівську газету «Зірка» та створив молодіжне товариство «Громада». Закінчив філософський факультет Львівського і правничий Віденського університетів.
Терлецький був одним з керівників нової радикальної течії народовців, яка пізніше дала почин до створення Української Радикальної Партії; прихильник М. Драгоманова і С. Подолинського, разом з яким видавав у Відні популярну соціалістичну літературу українською мовою («метелики»).
У 1874—1877 рр. — голова «Січі» у Відні.
У 1877 р. — заарештований разом з І. Франком, М. Павликом й іншими за обвинуваченням у належності до таємної організації з соціалістичними цілями, зв'язками із закордоном, у соціалістичній пропаганді. Справу слухала кримінальна колегія суду у складі чотирьох суддів. Це був відкритий судовий процес. Терлецький сказав, що був за «переконанням соціалістом», політичним однодумцем Михайла Драгоманова і вважає себе одним із «нечисленних речників» соціалістичної думки серед галицьких українців. Ідеалом Терлецького була федеративна, демократична республіка, де суд і правду вершить громада. Він прагнув політичних і економічних прав для народу, досягнення рівності всіх перед законом і рівності закону для всіх.
Змучений хворобами (протягом 20 років його виснажували епілептичні напади), він склав іспити на правничий факультет. Став адвокатом і до кінця життя провадив адвокатську практику в Галичині. Був співробітником львівських революційно-демократичних видань («Молот», «Світ», «Житє і слово»).
Похований на 23 полі Личаківського цвинтаря.

## Творчість
Основні праці:
- «Галицько-руський нарід і галицько-руські народовці» (1874),
- «Лихва на Буковині» (1878),
- «Робітницька плата і рух робітницький в Австрії в послідніх часах» (1881),
- «Літературні стремління галицьких русинів у 1772—1872» (1894 — 95),
- «Москвофіли і народовці в 70-их рр.» (1902),
- «Галицько-руське письменство у 1848 — 65 pp.» (1903) та ін.